# بروا نوری
بروا نوری (سوئدی: Brwa Nouri؛ زادهٔ ۲۳ ژانویهٔ ۱۹۸۷) بازیکن فوتبال اهل سوئد است.
وی زاده خانواده‌ای کرد در ایران است و در کشور سوئد بزرگ شد و سرانجام به تیم ملی فوتبال عراق پیوست.

## باشگاهی
از باشگاه‌هایی که در آن بازی کرده‌است می‌توان به باشگاه فوتبال استرشوند، ای‌آی‌کی، و اسکیلستونا اشاره کرد.
وی در تیم‌های ملی فوتبال زیر ۱۷ سال و زیر ۱۹ سال سوئد و تیم ملی فوتبال عراق بازی کرده‌است.